# Falésias de Fósseis de Joggins
As Falésias de Fósseis de Joggins estão situadas na comunidade rural de Joggins, no oeste do Condado de Cumberland em Nova Escócia, no Canadá sendo famosas por sua extensa coleção de fósseis do período Pennsylvaniano do Carbonífero, de aproximadamente há 300 milhões de anos. 

## História
As rochas do carbonífero, cortadas e expostas pela ação das marés na costa de Cumberland, têm uma aparência dramática. A fama da zona começa com as visitas em meados do século XIX e dos anos 1842 e 1852 de Sir Charles Lyell, fundador da geologia moderna e autor de Princípios de Geologia. Em seus Elementos de Geologia de 1871, Lyell proclamou a exposição de rochas e fósseis do carbonífero de Joggins como «o exemplo mais fino do mundo».
O expediente fóssil de Joggins figura no livro A origem das espécies de Darwin, e desempenhou um papel importante em O debate de Oxford de 1860 entre o bispo Samuel Wilberforce e Thomas Huxley.
Uma grande parte do expediente fóssil de Joggins foi descoberto por Sir William Dawson (1820-1899) geólogo de Nova Escócia, que tinha uma relação pessoal e laboral com seu amigo r mentor Charles Lyell. Uma grande parte da coleção de Dawson se encontra no Museu Redpath da Universidade McGill.
Em 1852 Lyell e Dawson fizeram um descobrimento de fósseis de tetrápodes dentro do tronco de uma árvore vertical no ponto da mina de carvão. As investigações subseqüentes de Dawson levaram ao descobrimento de um dos fósseis mais importantes da historia da ciência, o Hylonomus lyelli, que segue sendo o primeiro réptil conhecido na historia da vida, e assim como o mais velho amniota conhecido, o grupo que inclui todos os vertebrados que tenham a capacidade de reproduzir-se livremente na água, abrigando todos os repteis, os dinossauros extintos e seus parentes, os pássaros, assim como os mamíferos. Em 2002, o Hylonomus foi nomeado o fóssil provincial de Nova Escócia.

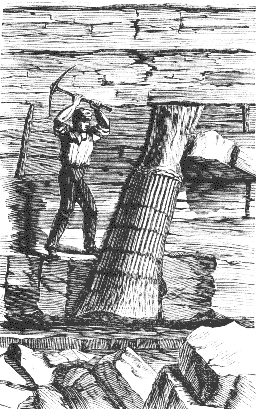
Uma árvore preservada nas fálesias de Joggins.

Um conjunto de huellas se preserva nas falésias. Um fóssil de Lycophyta Sigillaria se preserva in situ.
Outros notáveis geólogos do século XIX que trabalharam em Joggins foram Abraham Gesner, inventor do querosene, e Sir William Edmond Logan, que mediu as falésias capa a capa para a Comissão Geológica do Canadá.
Em 2007, 15 quilômetros da costa que abarcaram as Falésias de Fósseis de Joggins foi nominada pelo Canadá a UNESCO como sitio natural do patrimônio mundial. Esteve inscrita oficialmente na lista do patrimônio mundial em 7 de julho de 2008.

## Ligações Externas
- Sitio web oficial de los Joggins Fossil Cliffs
- Predicciones de las mareas para el embarcadero de Joggins, Nueva Escocia
- Fotografías del memorial de guerra, Joggins